# Montañas de arenisca del Elba
Las montañas de arenisca del Elba (en alemán: Elbsandsteingebirge y en checo: Labské pískovce) es una cadena montañosa que se extiende entre el estado da Sajonia (en el sudoesta de Alemania) y la República Checa a lo largo del río Elba y al este de los Montes Metálicos. Se encuentra dividida en la parte alemana, conocida como la Suiza sajona, en la que destaca la formación rocosa del Bastei (Bastión en alemán) y la parte de la República Checa, denominada Suiza bohemia.
El nombre deriva de la piedra arenisca que fue tallada por la erosión. El río Elba rompe a través de la cordillera en un valle escarpado y estrecho. Sus formaciones de arenisca atraen a turistas y deportistas especialmente durante el verano.

## Extensión
Las montañas de arenisca del Elba se extienden a ambos lados del río Elba desde la ciudad sajona de Pirna en el noroeste hacia la bohemia Děčín en el sureste. Su pico más alto con 723 m es el Děčínský Sněžník en la Suiza Checa en la margen izquierda del río, al norte de Děčín. La cordillera enlaza los Montes Metálicos en el oeste con el Lausitzer Bergland de los Sudetes en el este. La Suiza sajona y la montañas de Zittau de los Montes Lusacios forman la región natural de Sächsisch-Böhmische Kreidesandsteingebiet.